# El Gall (Vandellòs i l'Hospitalet de l'Infant)
El Gall és una muntanya de 354 metres que es troba al municipi de Vandellòs i l'Hospitalet de l'Infant, a la comarca catalana del Baix Camp.